# Brotxadora

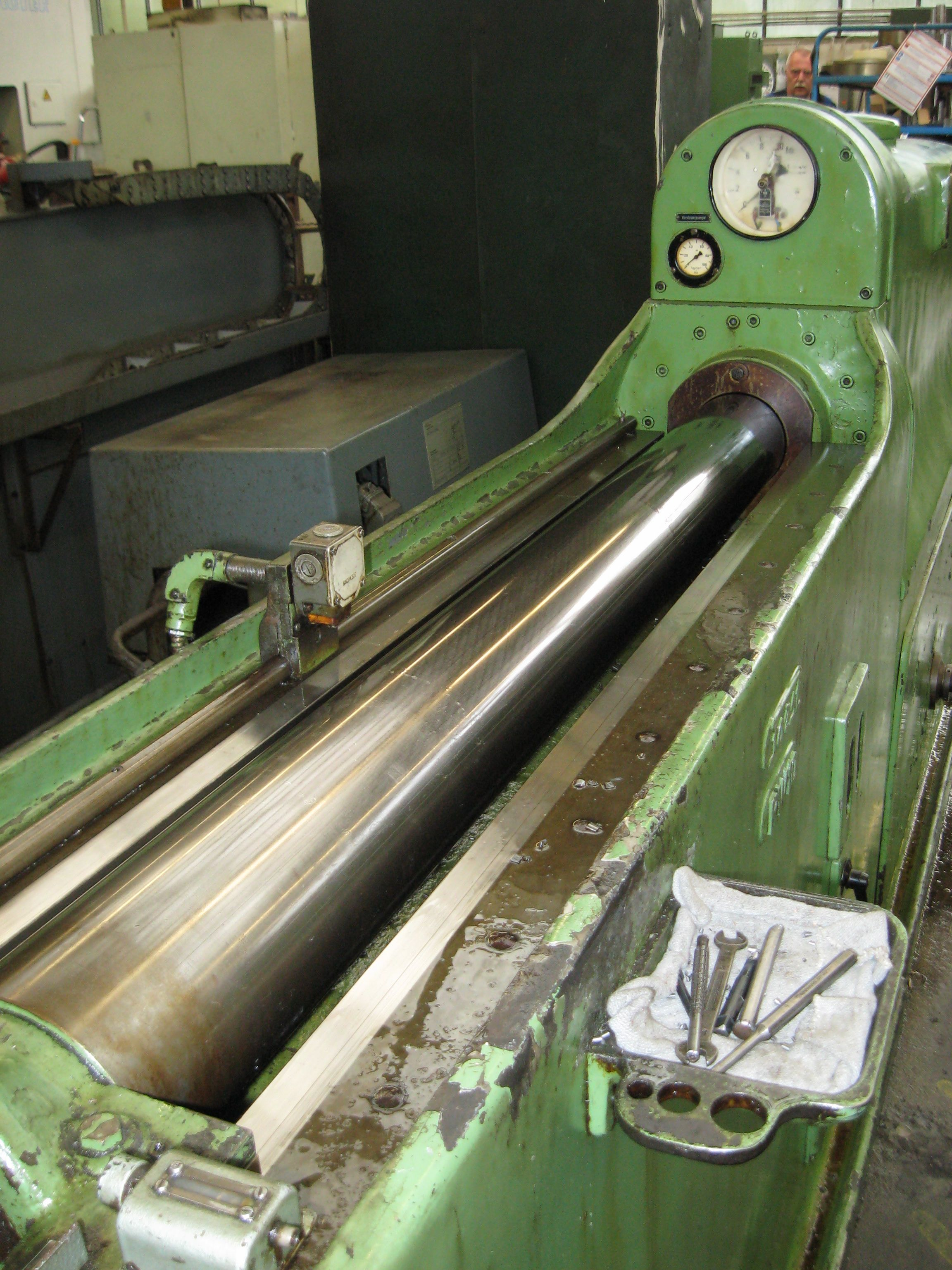
Cilindre hidràulic d'una brotxadora horitzontal

Una brotxadora és una màquina eina emprada per a efectuar el brotxatge que es caracteritza per una velocitat de tall reduïda i en la qual l'eina, anomenada brotxa, és dotada, mitjançant un mecanisme de cremallera o per accionament hidràulic, d'un moviment longitudinal.
Segons la posició de l'eina, les brotxadores poden ésser horitzontals o verticals; les primeres tenen un camp d'aplicacions més ampli, i les segones tenen un rendiment més elevat i permeten de posar i treure la brotxa automàticament. Poden efectuar, tant les verticals com les horitzontals, un brotxat exterior o interior, però les destinades al brotxat exterior han d'anar proveïdes d'un dispositiu que subjecti la peça que hom treballa. Solen treballar a tracció, però també poden fer-ho a compressió, en el qual cas solen ésser verticals.

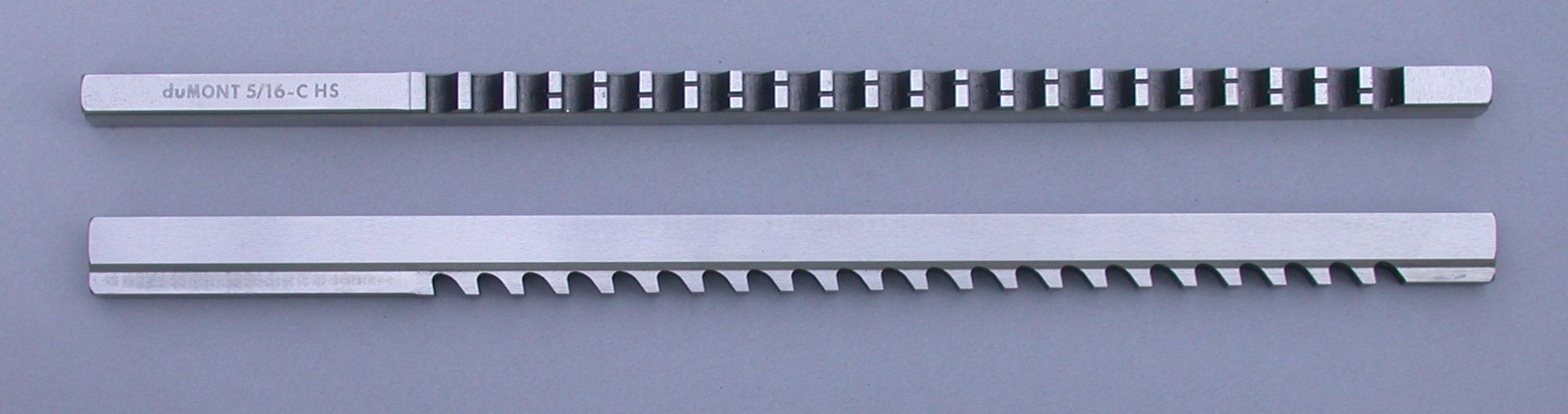
Brotxa.

Les brotxes són eines en forma de barra proveïda de dents, d'altures que augmenten progressivament d'un extrem a l'altre, i de secció diversa segons el forat o perfil que realitza (circular, rectangular, circular acanalat, etc.), que hom empra per efectuar el brotxatge. Segons la manera de treballar, pot ésser de tracció o de compressió, i segons l'operació, de brotxatge exterior o de brotxatge interior. Les brotxes són generalment d'acer trempat, d'acer al tungstè o bé d'acer ràpid al molibdè i, en alguns casos, hom hi insereix plaquetes tallants de metall dur. El disseny d'aquesta eina permet que en l'avanç de l'eina cada dent de la mateixa vagi tallant una mica de material, entorn dels 0,05 mil·límetres. Per tant, la longitud de la brotxa està limitada per la quantitat de material que ha de tallar.